# 奈良近鉄タクシー
奈良近鉄タクシー株式会社（ならきんてつタクシー）は、タクシー事業などを行う、奈良交通グループの子会社である。一般乗用旅客自動車運送事業、一般乗合旅客自動車運送事業、一般貨物自動車運送事業を行っている。

## 概要
- 1960年5月 - 奈交タクシー株式会社設立。
- 1960年7月 - 奈良交通株式会社よりタクシー事業譲受、奈交タクシー株式会社として営業開始。
- 1961年7月 - 商号を奈良近鉄タクシー株式会社に変更。
- 1993年2月 - 下市営業所を吉野近鉄タクシー株式会社へ譲渡。
- 1994年10月 - 榛原営業所を奈交宇陀タクシー株式会社へ譲渡。
- 2013年9月 - 奈良近鉄タクシーグループ4社を完全子会社化。
- 2014年10月 - 奈交宇陀タクシー株式会社・吉野近鉄タクシー株式会社を吸収合併。
- 2018年4月 - 株式会社竜田タクシー・三都交通株式会社を吸収合併。
- 2020年9月 - 宇陀営業所（宇陀市榛原萩原2429-2）の事業を奈良交通株式会社へ譲渡。営業上は引き続き「近鉄タクシー」の名称を使う[2][3]。

## 営業所
| 営業所         | 所在地                    |
| -------------- | ------------------------- |
| 配車センター   | 奈良市大安寺1-3-3         |
| 配車センター   | 生駒市谷田町1372-1        |
| 配車センター   | 大和郡山市城南町256-11    |
| 配車センター   | 天理市田井庄468-1         |
| 配車センター   | 橿原市五井町208-5         |
| 配車センター   | 吉野郡大淀町北六田136-1   |
| 奈良営業所     | 奈良市大安寺1-3-3         |
| 生駒営業所     | 生駒市谷田町1372-1        |
| 大和郡山営業所 | 大和郡山市城南町256-11    |
| 王寺営業所     | 北葛城郡王寺町本町4-385-3 |
| 東和営業所     | 天理市田井庄町468-1       |
| 中和営業所     | 橿原市五井町208-5         |
| 吉野営業所     | 吉野郡大淀町北六田136-1   |
| 大安寺工場     | 奈良市大安寺1-3-3         |